# Kriminálviktimológia
A kriminálviktimológia a bűncselekmények áldozataival foglalkozó bűnügyi tudományterület. Vizsgálatának tárgya az áldozattá válás folyamata, az egyénnek a bűncselekmény létrejöttében betöltött szerepe, az áldozatokat megillető jogok és kötelezettségek.

## Áldozati csoportok
- teljesen ártatlan áldozat: egyáltalán nem tehet a bűncselekmény bekövetkezéséről (például gyerek, nyugdíjas, öntudatlan állapotú)
- kevésbé bűnös áldozat: nem ismeri fel magatartásának következményeit, így általában ennek következménye a bűncselekmény bekövetkezése
- elkövetővel azonos mértékben bűnös áldozat: a véletlen dönti el, hogy a részt vevő felek melyike lesz az elkövető, melyike az áldozat (például verekedés)
- az elkövetőnél bűnösebb áldozat: az áldozat provokációjára történik meg a bűncselekmény
- csak az áldozat bűnös: az elkövető jogos védelmi helyzetében okoz sérelmet az áldozatnak
- képzelt áldozat: félrevezeti a hatóságokat és az igazságszolgáltatást (például paranoiás vagy tudathasadt ember)

## Áldozatok kártalanítása

### Elkövető általi jóvátétel
- mediációs modell: az elkövető és az áldozat között önkéntes megállapodás születik, mely rendelkezik az áldozat kártalanításáról; az elkövető mentesül a szokásos felelősségrevonási eljárás alól
- büntetőeljárás során történő polgári jogi igény érvényesítése: a polgári eljárást nem folytatják le külön, hanem a büntetőeljárás során állapodnak meg az áldozat kártalanításáról, így jelentős idő, és költség megtakarítható
- kártalanítás alkalmazása önálló szankcióként: a sérelem társadalomra gyakorolt veszélyességi hatása alacsony, más büntetés alkalmazása nem indokolt, de az áldozatot megilleti a jóvátétel
- büntetés-végrehajtás keretében történő jóvátétel: az elítélt rabkeresménye fedezi a jóvátételt

### Szimbolikus jóvátétel
egy kibékülésre irányuló beszélgetés, gyakorlatilag bocsánatkéréssel fejeződik be; az Amerikai Egyesült Államokban több kísérletet folytattak vele, de társadalomra gyakorolt hatása még nem ismeretes

### Állam általi kártalanítás
jellemző a modern európai társadalmakra, célja, hogy a jóvátétel a megfelelő pillanatban álljon rendelkezésre; mértékét és körét külön szabályozzák